# Squarepusher Plays…
Albums de Squarepusher
Port Rhombus
(1996) Big Loada
(1997)
Squarepusher Plays… est un EP du musicien anglais de musique électronique Squarepusher, sorti sur le label Rephlex Records en 1996.
Publié pour annoncer la sortie du premier album de Squarepusher, Feed Me Weird Things, Squarepusher Plays… est également le premier single du musicien sous le label Rephlex, ainsi que l'un des seuls qui n'existe qu'en vinyle.

## Liste des titres
| 1. | Squarepusher Theme | 6:20 |

| 1. | Theme from Goodbye Renaldo | 6:02 |
| 2. | Deep Fried Pizza           | 3:50 |

Le morceau de la face A est repris sur Feed Me Weird Things. Les deux morceaux de la face B sont également disponibles en "bonus tracks" sur l'import japonais de l'album "Feed Me Weird Things".